# Buchalikowie

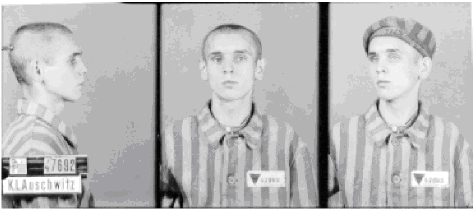
Buchalik Ernest

Buchalikowie – nazwisko górnośląskiej rodziny o tradycjach pracy w hutnictwie. Zostali zamordowani przez hitlerowców.
Wilhelm (ur. 1897, zm. 1939) był uczestnikiem wszystkich trzech powstań śląskich, działaczem Związku Powstańców Śląskich, po wkroczeniu wojsk niemieckich do Polski został aresztowany i osadzony w więzieniu w którym zmarł.
Franciszka (ur. 1900, zm. 16 października 1942) z domu Dziwoki, żona Wilhelma, działaczka Towarzystwa Polek.
Franciszek (ur. 1920, zm. 1942) i Paweł (ur. 1925, zm. 1942) synowie Wilhelma, byli współorganizatorami Polskiej Tajnej Organizacji Powstańczej.  
Rodzina Buchalików została aresztowana w nocy  z 22 na 23 maja 1942 r. w wyniku obławy w Gotartowicach na członków PTOP. Franciszek wraz z niespokrewnionym Pawłem Buchalikiem wyrokiem sądu z dnia 2 lipca 1942 r. został skazany na śmierć przez powieszenie. Wyrok wykonano publicznie. Rodzinę Franciszka stracono na terenie obozu koncentracyjnego w Oświęcimiu.